# 远藤章
远藤章（日语：／ Endō Akira ?，1933年11月4日—2024年6月5日），日本生物化学家，美國國家科學院外籍院士。東京農工大學特別榮譽教授、東北大學特任教授、早稻田大學特命教授。文化功勞者。
远藤教授曾獲得日本第一個華倫·阿波特獎、拉斯克临床医学研究奖，也是首位名列全美發明家殿堂的日本人。2017年榮獲蓋爾德納國際獎。

## 主要成就
遠藤章研究了6000種化合物，其中三種來自黃黴青黴菌的外泌物顯示了療效，.其中之一的美伐他汀是世界首例他汀類藥物。不久之後，第一個商業化的他汀類藥物洛伐他汀在麴黴中被發現。这种药物被广泛用于降低胆固醇，但遠藤並未從專利中獲得任何收益。
1985年諾貝爾生理學或醫學獎得主麥可·斯圖亞特·布朗曾說：「他汀類藥物療法拯救了數百萬人，這全都歸功於遠藤章。
」

## 生平
1933年11月4日出生於日本秋田縣，自幼仰慕亞歷山大·弗萊明。東北大學農學部畢業。農學博士（東北大學）。
1957年4月進入三共株式会社，1966年9月負笈美國葉史瓦大學愛因斯坦醫學院留学（至1968年8月）。返國後，1975年8月擔任三共發酵研究所研究第3室長。
1979年1月開始於東京農工大學農學部服務，歷任助教授、教授，於1997年春季退休後獲「名譽教授」銜，並擔任株式會社生物製藥研究所常務董事。
2005年4月擔任金澤大學大學院醫學系研究科脂質研究講座客座教授，2007年6月擔任東北大學特任教授，2008年9月獲東京農工大學「特別榮譽教授」銜。翌年成為早稻田大學特命教授、一橋大學創新研究中心客座教授。

## 獲獎紀錄
2015年，美國國際動脈硬化学会（International Atherosclerosis Society）設置了「遠藤章獎（Akira Endo Award）」，以紀念其功績。
- 1966年4月 - 農藝化學獎（日本農藝化學會）
- 1987年10月 - 海因里希·维兰德奖（英语：Heinrich Wieland Prize）（西德）
- 1988年3月 - 東麗科學技術獎
- 2000年5月 - 華倫·阿波特獎（英语：Warren Alpert Foundation Prize）[6][7]（哈佛大學）
- 2006年4月 - 日本國際獎[8]
- 2006年11月 - 马斯利奖（英语：Massry Prize）[9]（米国）
- 2008年9月 - 拉斯克臨床醫學獎
- 2017年 - 蓋爾德納國際獎
- 2021年 - 歐洲心臟病學會（英语：European Society of Cardiology） ESC Gold Medal Award[10]

## 榮銜
- 2007年3月 - 秋田縣名譽縣民[11]
- 2007年11月 - 由利本莊市名譽市民（秋田縣）
- 2011年5月 - 美國國家科學院外籍院士
- 2011年10月 - 文化功勞者
- 2012年5月 - 全美發明家殿堂（英语：National Inventors Hall of Fame）
- 2012年5月 - 賓州大學名譽博士